# درقة (جنس)
دَرَقَة أو هربون أو سكوتياريا (باللاتينية: Scutellaria) هو جنس من النباتات المزهرة من عائلة النعناعيات الشفويات ويعرف أيضاً بالقلنسوات وإسمها باللغة اللاتينية scutella معناه الصحن الصغير، تتواجد هذه النبتة في المناطق ذات المناخ المعتدل.